# Des Plaines
Des Plaines – miasto w hrabstwie Cook, w stanie Illinois, w Stanach Zjednoczonych. Należy do aglomeracji Chicago.

## Demografia
W roku 2000 Des Plaines zamieszkiwało 58 720 osób. W roku 2023 liczba mieszkańców spadła do 58 010 osób, a gęstość zaludnienia do 1555,2 osoby/km².

## Gastronomia
W tym mieście 15 kwietnia 1955 r. otwarto pierwszą na świecie restaurację McDonald’s.

## Szkoły
W Des Plaines znajduje się jeden z kampusów Oakton Community College (drugi mieści się w Skokie). W mieście znajdują się szkoły podstawowe należące do dystryktów 59 i 62. Jest również szkoła średnia, Maine West High School. 